# Grosmont
Grosmont è un villaggio britannico del Monmouthshire.

## Storia
Studi recenti indicano che Grosmont potrebbe risalire all'età del ferro.
Grosmont divenne una cittadina piuttosto importante durante il medioevo, il Municipio attuale venne costruito nel 1832 per rimpiazzare quello vecchio ancora in legno ed il mercato vi si tiene ancora due volte la settimana.
Grosmont nel 1405 fu teatro della battaglia scaturita dalla ribellione di Owain Glyndŵr che insieme al suo fidato Rhys Gethin (morto nel 1405) rase al suolo il villaggio, che allora insieme ad Arbergavenny e Carmarthen era uno dei più grandi centri abitati del sud del Galles. Enrico V d'Inghilterra spedì quindi un contingente capitanato da John Talbot, I conte di Shrewsbury perché controbattessero all'offensiva dei ribelli gallesi che vennero effettivamente spazzati via.

## Luoghi d'interesse
Enrico Plantageneto, I duca di Lancaster, nacque nell'omonimo Castello di Grosmont costruito attorno al 1075.
Il castello, insieme al Castello di Skenfrith (nel vicino villaggio di Skenfrith) e al  White Castle (nel villaggio di Llantilio Crossenny), costituisce la triade dei Tre Castelli uniti fra loro da un sentiero, percorribile a piedi, lungo poco più di 30 km; questa, insieme alla Monnow Valley Walk, altro sentiero, è la principale attrazione turistica del villaggio. Accanto al villaggio si eleva la Graig Syfyrddin, una collina alta circa 400 metri.
Altro edificio storico a Grosmont è la chiesa dedicata a San Nicola, la cui torre fu costruita da Edmondo Plantageneto, I conte di Lancaster, per la madre Eleonora di Provenza.